# Souto da Velha
Souto da Velha ist ein Ort und eine ehemalige Gemeinde im Nordosten Portugals.

## Geschichte
Funde belegen eine vorgeschichtliche Besiedlung mindestens seit der Eisenzeit, bedingt durch die hiesigen Vorkommen an Eisenerz.
Souto da Velha war eine eigenständige Gemeinde, bis sie 2013 mit Felgar zusammengeschlossen wurde.

## Verwaltung
Souto da Velha war Sitz einer gleichnamigen Gemeinde (Freguesia) im Kreis (Concelho) von Torre de Moncorvo im Distrikt Bragança. Die Gemeinde hatte 93 Einwohner auf einer Fläche von 12,45 km² (Stand 30. Juni 2011).
Mit der Gebietsreform vom 29. September 2013 wurden die Gemeinden Souto da Velha und Felgar zur neuen Gemeinde União das Freguesias de Felgar e Souto da Velha zusammengeschlossen. Felgar wurde Sitz der Gemeinde.

## Verkehr
Bis zur Einstellung der Linie im Jahr 1988 war Souto da Velha mit eigenem Haltepunkt der Eisenbahnstrecke Linha do Sabor an den Bahnverkehr angeschlossen.
Souto da Velha ist etwa 6 km von der Nationalstraße N220 entfernt, die zur dann noch etwa 8 km entfernten Kreisstadt Torre de Moncorvo führt.